# Petey Sessoms
Petey Sessoms (ur. 19 sierpnia 1972) – amerykański koszykarz, występujący na pozycjach rzucającego obrońcy oraz skrzydłowego.

## Osiągnięcia
NCAA
- Uczestnik rozgrywek Round of 32 turnieju NCAA (1995)
- 2-krotny:
  - uczestnik turnieju NCAA (1992, 1995)
  - mistrz turnieju konferencji Colonial Athletic Association (1992, 1995)
  - mistrz sezonu zasadniczego konferencji CAA (1994, 1995)
- Zawodnik Roku Konferencji CAA (1995)[1]
- MVP turnieju konferencji CAA (1995)[1]
- Zaliczony do składów[1][2]:
  - All-American Honorable Mention Team (1995 przez NABC)
  - All-CAA First Team (1993, 1994, 1995)
  - All-CAA Defensive Team (1995)
  - All-Freshmen/Rookie Team (1992)
- Sportowiec Roku – ODU Alumni Association Male Athlete of the Year (1995)[3]

Indywidualne
- Uczestnik meczu gwiazd Polska – Gwiazdy PLK (2000)[4]
- Lider strzelców ligi portugalskiej (1999)[5]